# 孤山镇 (府谷县)
孤山镇，是中华人民共和国陕西省榆林市府谷县下辖的一个乡镇级行政单位。

## 行政区划
孤山镇下辖以下地区：
南关村、花塔村、孙家畔村、沙坬村、尚庄村、李家坬村、沙牛峁村、岳家寨村、房塔村、五里墩村、庙山村、杨家沟村和徐家峁村。